# テストパイロット

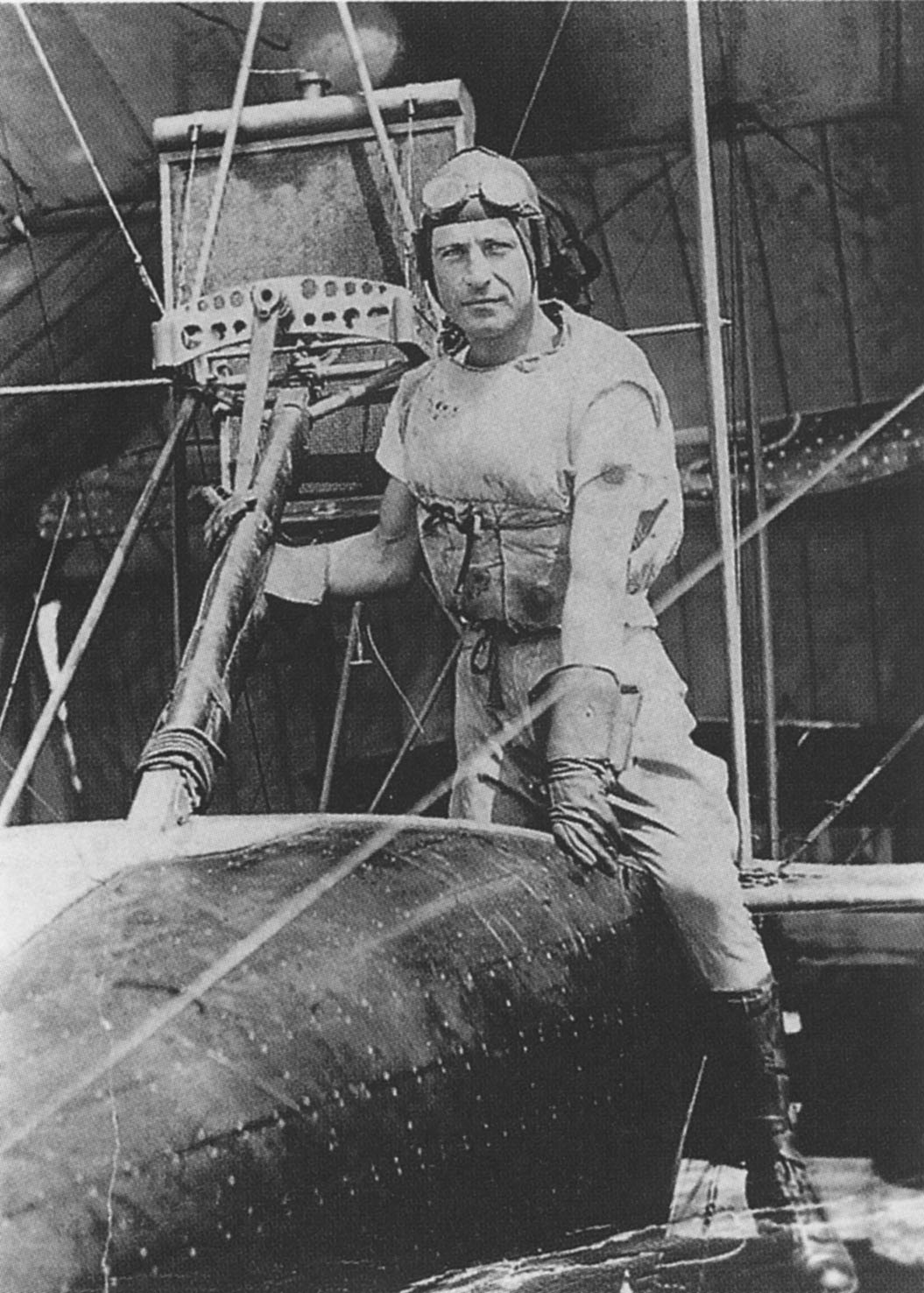
フランシス・エヴァンズ (USMC) は、スピンから回復する最適の方法を調査した (1917)

テストパイロット（Test pilot）とは、新型あるいは改造型の航空機で特定の操縦を行い、その結果を測定し設計を評価する飛行士である。自衛隊では試験飛行操縦士と称する。

## 概要
業務としては機体の飛行特性や問題点を把握し、収集したデータを元に文章や言葉で開発者に伝えることである。新型機の場合は操縦マニュアルの作成を補助することもある。
テストパイロットは軍事組織や航空機メーカーなど航空宇宙関連の民間企業に所属していることが多い。軍用機・民間機共に高度な操縦技量と状況を的確に伝える説明能力が要求される。
航空機メーカーではテストパイロットによるグリーンフライトで不具合が無いことを確認した後に、オーダーに合わせた塗装と内装の取り付ける艤装と最終チェックを済ませて顧客に引き渡す。
1950年代には、およそ1週間に1人の割合でテストパイロットが死亡していたが、1960年代以降、航空機技術の成熟、地上テストの向上、シミュレーションの導入などによって危険は急速に減少し、最近では実験機のテストを無人で行うことが多くなってきている。しかし、故意に失速させるなどの危険な飛行を繰り返すため、通常のパイロットよりも危険が伴う職業である。
計測機器のチェックやデータ解析を担当する技術者はフライトテスト・エンジニアと呼ばれる。航空機には乗り込まず地上で送信されたデータを監視することもある。
未知の状況への対処や状況を説明する能力を高める訓練を修了していることから、有人宇宙飛行の黎明期の宇宙飛行士は軍のテストパイロットから選抜されていた。

## 資質
陽気で恐れ知らずなイメージとは裏腹に、テストパイロットの資格を得るためには次のような能力が求められる。
- テスト計画を理解できる。
- 非常に特殊な方法や条件で飛行を行い、テスト計画をやり遂げることができる。
- 各テストの結果を入念な文書にすることができる。
- 航空機に対する卓越した感覚を持ち、航空機に奇妙な挙動があればそれを正確に感じ取ることができる。
- テスト中に航空機に起こった問題を迅速に解決することができる。
- 同時に進行している複数の事象に対処することができる。

テストの理由や方法を理解するには操縦の技量よりも飛行計画に従う能力や、航空工学の知識を元に疑問点を説明する能力が重要である。エアマンシップの則った徹底的に正確で職業的な飛行が求められ、スリルや興奮を求める冒険的なパイロット達には向いていない仕事だが、アルヴィン・ジョンストンのような無謀な飛行に挑戦する者も存在した。

## 歴史

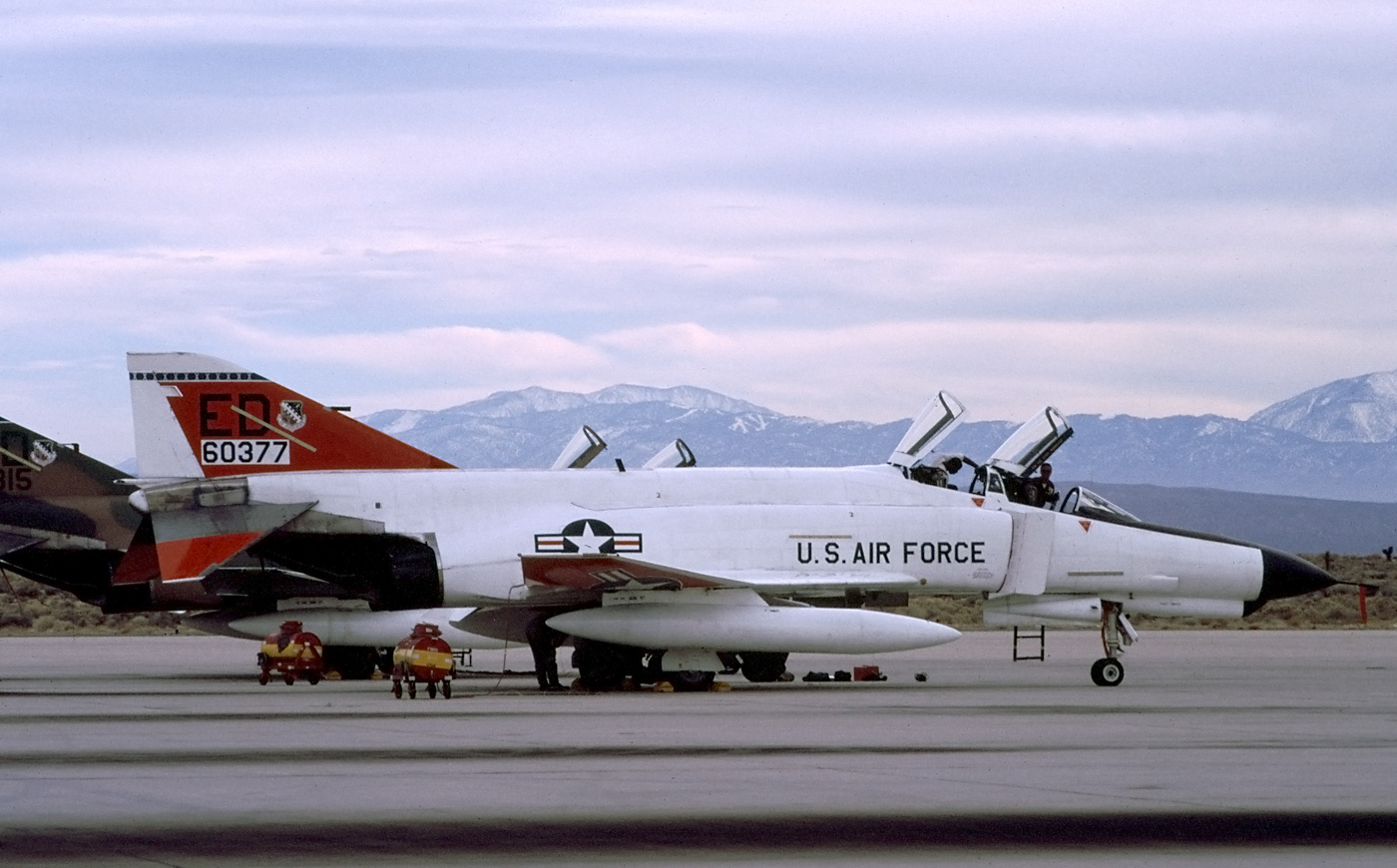
アメリカ空軍テストパイロット学校が使用するNF-4E

黎明期には開発者がパイロットを務めることが普通であり、世界初の航空機パイロットであるオーヴィル・ライトは同時にライトフライヤー号のテストパイロットでもあった。
組織的な活動としてテスト飛行を始めたのは、第一次世界大戦中のイギリスのロイヤル・エアクラフト・エスタブリッシュメント（RAE）である。1920年代には、イギリスの RAE やアメリカのアメリカ航空諮問委員会（NACA）によりテスト飛行がさらに発展した。1950年代には、NACA は アメリカ航空宇宙局（NASA）に変わった。こうした年月を経ることで航空機の安定性や操縦性が向上し、テスト飛行はより科学的で質的な職業へと進化した。
世界最古のテストパイロット学校は、イギリスの RAF Boscombe Down にあり、現在は帝国テストパイロット学校 (ETPS) と呼ばれている。アメリカでは、エドワーズ空軍基地にアメリカ空軍テストパイロット学校 (AFTPS) が、メリーランド州パタクセント・リバー海軍航空基地にアメリカ海軍テストパイロット学校（USNTPS) が、カリフォルニア州モハーヴェに民間の米国テストパイロット学校 (NTPS) がある。フランスのテストパイロット学校は、イストルにある EPNER (Ecole du Personnel Navigant d'Essai et de Reception/School for flight test and acceptance personnel) である。
大日本帝国陸軍では飛行実験部、大日本帝国海軍では海軍航空技術廠が試験を行っていた。
自衛隊では航空自衛隊の飛行開発実験団および海上自衛隊の第51航空隊においてテストパイロットを養成しており、飛行開発実験団、第51航空隊および陸上自衛隊の飛行実験隊がそれぞれ試験を行っている。

## 著名なテストパイロット

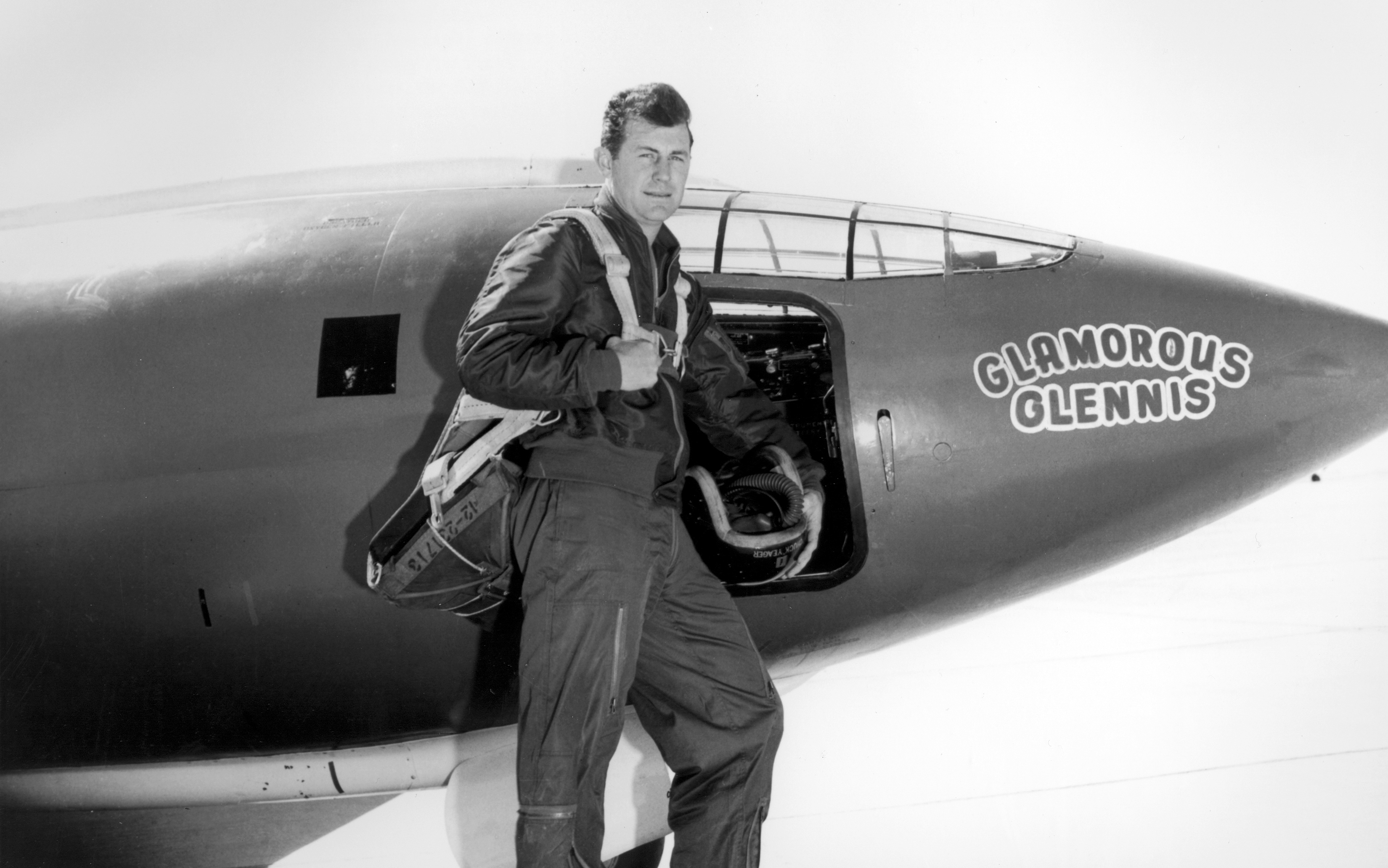
初めて音速の壁を突破したチャールズ・E・"チャック"・イェーガー少将と記録機のベルX-1

- アンリ・ジファール - 飛行船のテストパイロット。世界初の有人動力飛行に成功した。
- オットー・リリエンタール - ジョージ・ケイリーが考案したハンググライダーを制作して2000回以上の飛行を行い詳細なデータを収集している。
- グスターヴ・ホワイトヘッド - ライト兄弟よりも早く自作の飛行機で有人飛行に成功したとされる人物。
- アルベルト・サントス＝デュモン -  飛行船・飛行機の開発者。飛行機によるヨーロッパ初の飛行に成功した。
- クルト・タンク - ロールバッハ金属飛行機のテストパイロット。後にフォッケウルフの設計部門を指揮した。
- アドルフ・ペグー - ブレリオ XIの開発に参加。後にエース・パイロットとなる。
- フランチェスコ・アジェッロ - 水上レース機、マッキ M.C.72でレシプロ水上機の世界速度記録を樹立した。
- エドマンド・T・アレン - B-29のテストパイロット。
- エリック・ブラウン - 公式記録で487機種をテストした。
- スコット・クロスフィールド - 初めてマッハ2で飛行した。
- ジョン・カニンガム - 初のジェット旅客機であるデハビランド コメットのテスト飛行を行った。
- ハンナ・ライチュ - 初の実用ヘリコプターFw 61やジェット戦闘機Me262、V1飛行爆弾有人型など先進的な機体のテストパイロットを務めた。
- ジョセフ・ウォーカー - X-15で初めて高度100kmに達した。
- チャールズ・E・"チャック"・イェーガー少将 - X-1で初めて音速の壁を突破。
- 中尾純利 - 三菱重工業のテストパイロット。東京国際空港の初代空港長。日本人で初めて航空機からパラシュートで脱出した（1928年）。
- 黒江保彦 - 飛行第64戦隊のエース・パイロットとしてだけでなく、鹵獲したアメリカ軍機で各種試験飛行を行うテストパイロットとしても活動した。
- 佐々木勇 - 陸軍航空審査部のテストパイロットを担当しながらB-29の迎撃任務もこなした。38機以上を撃墜したエース・パイロット。
- 高岡迪 - 大日本帝国海軍と航空自衛隊でジェット機のテストパイロットを務めた。
- アルヴィン・ジョンストン - ボーイング367-80のデモ飛行において、バレルロールをしたことで知られている。
- ユルギス・カイリス - 曲技飛行士。スホーイ設計局でアクロバット機のテストパイロットを務めた。
- ベシェニェイ・ペーテル - 曲技飛行士。ハンガリー航空局のテストパイロットも務めている。
- ミハイ1世 - ルーマニア王国の国王。亡命中にリアジェット23のテストパイロットを務めていた。
- イブ・ロッシー - 自ら開発したジェットパックのテストパイロットを務めた。
- フランシス・ゲーリー・パワーズ - アメリカ空軍を退職後ロッキードのテストパイロットを務めた。
- アンドレ・トゥルカ - ノール 1500 グリフォンやコンコルドのテストパイロットを務めた。
- クライド・セスナ - セスナの創業者。自ら設計した機体をテストし会社を立ち上げた。
- キャロル・シェルビー - シェルビー・アメリカンの創業者。アメリカ陸軍航空隊のテストパイロット。退職後にカーレーサー、引退後はカーデザイナーに転身。

### 宇宙飛行士
- 油井亀美也 - 航空自衛隊在籍中にテストパイロットを務めている。
- ニール・アームストロング - X-15を操縦、初の月面歩行者。
- アイリーン・コリンズ - 女性初のスペースシャトルパイロット、女性初の同船長でもある。
- ジョン・グレン - F8Uで初めて超音速でアメリカ大陸を横断、マーキュリー計画でアメリカ初の地球周回軌道飛行に成功。
- ケネス・バウアーソックス - アメリカ空軍在籍中にテストパイロットを務めている。
- マイケル・フィンク - アメリカ空軍在籍中にテストパイロットを務め、F-2の開発にも携わる。
- フレッド・ヘイズ - アメリカ空軍在籍中にテストパイロットを務め、NASAではスペースシャトル・エンタープライズのテストパイロットを務めた。
- ジョン・ヤング - アメリカ海軍在籍中にテストパイロットを務めている。
- リサ・ノワック - アメリカ海軍在籍中にテストパイロットを務めている。
- ジェフリー・ウィリアムズ - アメリカ陸軍在籍中にテストパイロットを務めている。
- ティム・ピーク（英語版） - イギリス陸軍在籍中に帝国テストパイロット学校に所属しWAH-64導入計画に関わった。
- ワレリー・トカレフ - ロシア空軍在籍中にテストパイロットを務めている。
- レオポルド・アイハーツ - フランス空軍在籍中にテストパイロットを務めている。
- フランク・ディビュナー - ベルギー空軍在籍中にテストパイロットを務めている。